# Lantz (Navarra)
Lantz (spanisch Lanz) ist ein Ort und eine Gemeinde (municipio) mit 151 Einwohnern (Stand: 2024) in der autonomen Gemeinschaft Navarra im Norden von Spanien. 

## Lage und Klima
Lantz liegt in einer Höhe von etwa 630 m und ca. 26 Kilometer (Fahrtstrecke) in nördlicher Richtung von der Regionalhauptstadt Pamplona entfernt. Das Klima ist gemäßigt bis warm.

## Bevölkerungsentwicklung
| Jahr      | 1970 | 1981 | 1991 | 2001 | 2011 | 2021 |
| Einwohner | 164  | 143  | 112  | 118  | 130  | 151  |

## Sehenswürdigkeiten

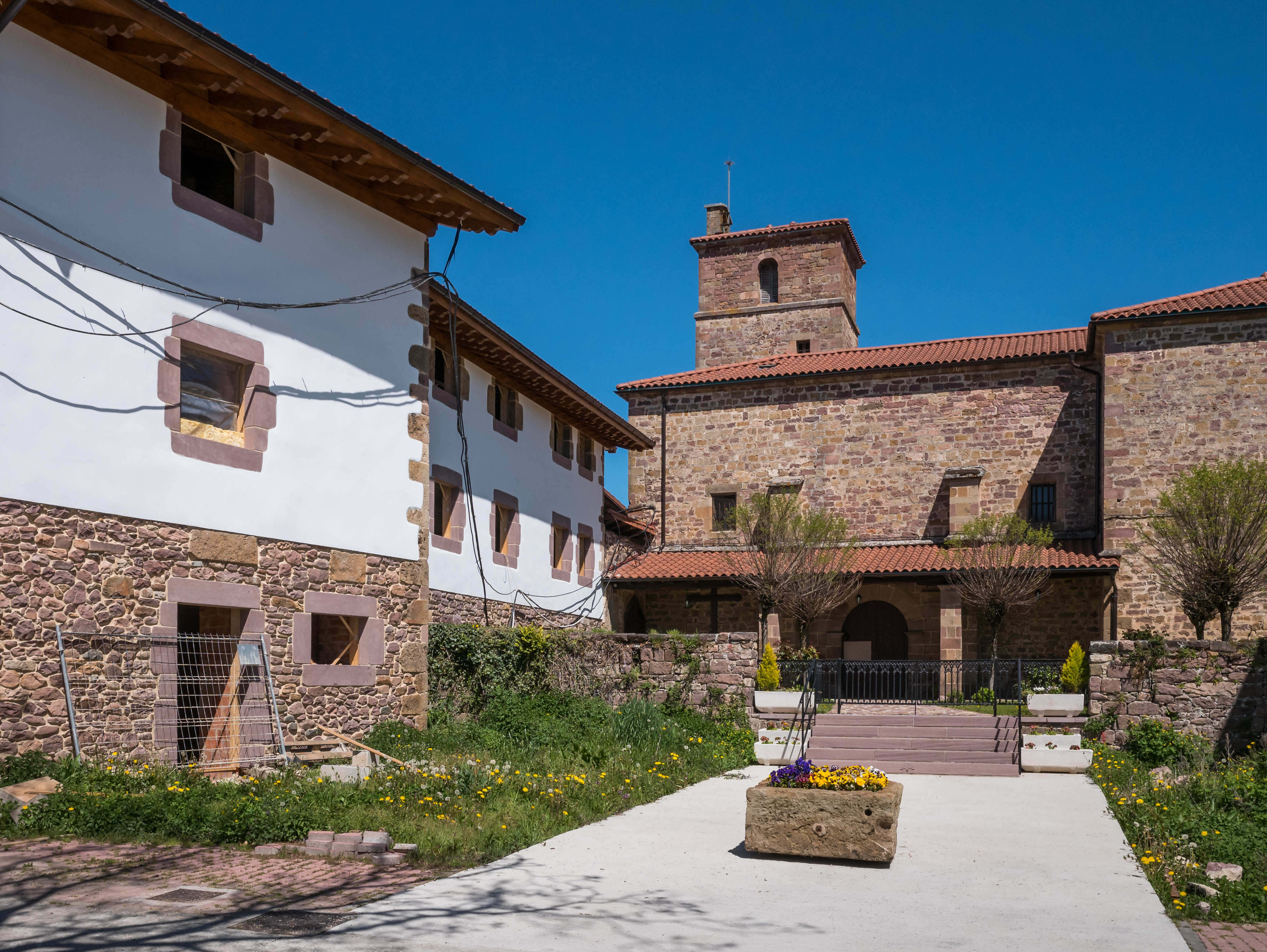
Kreuzkirche

- Kreuzkirche